# 仁淀村
仁淀村（によどむら）は、高知県の北部、高岡郡にあった村である。
2005年8月1日、吾川村および池川町と合併し、仁淀川町となり消滅した。

## 地理

### 隣接していた市町村
- 高知県
  - 吾川郡吾川村
  - 高岡郡越知町、津野町
- 愛媛県
  - 上浮穴郡久万高原町

## 歴史
- 1954年（昭和29年）9月1日 - 長者村・別府村が合併して発足。
- 1955年（昭和30年）11月1日 - 大字本村・加枝を吾川郡吾川村に編入。
- 2005年（平成17年）8月1日 - 池川町・吾川郡吾川村と合併して仁淀川町が発足。同日仁淀村廃止。

## 交通

### 鉄道
町内を鉄道路線は走っていない。最寄り駅は、JR四国土讃線佐川駅。

### 一般国道
- 国道439号